# Episodi speciali di The Naked Brothers Band
La serie televisiva The Naked Brothers Band ha avuto due episodi speciali andati in onda sul canale statunitense Nickelodeon il 1º dicembre 2007 ed il 30 gennaio 2009. 
In Italia i due episodi sono inediti.
| nº | Titolo originale               | Titolo italiano | Prima TV USA     | Prima TV Italia |
| -- | ------------------------------ | --------------- | ---------------- | --------------- |
| 1  | Been There, Rocked That        |                 | 1º dicembre 2007 | Inedito         |
| 2  | Secrets of the NBB Summer Tour |                 | 30 gennaio 2009  | Inedito         |

## Been There, Rocked That
- Titolo originale: Been There, Rocked That
- Diretto da: Rosario Roveto
- Scritto da: Magda Liolis

### Trama
Nat e Alex cominciano il loro tour con un incontro con la stampa mostrando i loro video musicali e raccontando la storia di alcune loro canzoni favorite della prima stagione. 
- Musica: Banana Smoothie - Nat Wolff, Taxi Cab - Nat Wolff, Fishin' For Love - Nat Wolff, Run - Nat Wolff, Long Distance - Nat Wolff

## Secrets of the NBB Summer Tour
- Titolo originale: Secrets of the NBB Summer Tour
- Diretto da: Polly Draper
- Scritto da: Magda Liolis

### Trama
Theo (Nat Wolff) e Leo (Alex Wolff) mostrano alcuni spezzoni dei loro episodi preferiti della seconda stagione.
- Musica: I Don't Want To Go To School - Nat Wolff